# 보얼타라 몽골 자치주
보얼타라 몽골 자치주(몽골어: ᠪᠣᠷᠢᠲᠠᠯ᠎ᠠ ᠮᠣᠩᠭᠣᠯ ᠥᠪᠡᠷᠲᠡᠭᠡᠨ ᠵᠠᠰᠠᠬᠤ ᠵᠧᠦ Борталын Монгол өөртөө засах тойрог 보르타린 몽골 자치주, 위구르어: بۆرتالا موڭغۇل ئاپتونوم ئوبلاستى 보르타라 몽골 자치주, 중국어 간체자: 博尔塔拉蒙古自治州, 병음: Bó'ěrtǎlā Měnggǔ Zìzhìzhōu, 중국조선어: 볼탈라몽골자치주)는 신장 위구르 자치구에 위치한 자치주이다. 면적은 27,000 sq km이다.

## 지리
보르타라는 중가리아 분지 남서쪽에 위치해 있다. 북쪽과 서쪽은 카자흐스탄(385km)에 접해 있다. 동쪽은 우쑤 시와 퉈리 현(타청 지구)에 접해 있다. 남쪽은 니러커 현, 이닝 현, 훠청 현(이리 카자크 자치주)에 접해 있다.

## 역사
당나라 때 쌍하도독부(双河都督府)가 설치되었다. 원나라와 명나라시절에는 오이라트족의 거주지였다. 청나라 때 차하르 몽골족이 칼간에서, 토르구트 오이라트족이 볼가강에서 이곳으로 이주해왔다.
중화인민공화국은 1954년 7월 13일에 이곳에 자치주를 설치하였다.

## 행정 구역
2개의 현급시와 2개의 현으로 구성되어 있다.
- 현급시
  - 보러 시(보르타라 시) 위구르어: بۆرتالا شەھىرى, 중국어: 博乐市
  - 아라산커우 시 위구르어: ئالاتاۋ ئېغىزى, 중국어: 阿拉山口市

- 현
  - 징허 현(징 현) 위구르어: جىڭ ناھىيىسى, 중국어: 精河县
  - 원취안 현(아리샹 현) 위구르어: ئارىشاڭ ناھىيىسى, 중국어: 温泉县

## 주민
주민의 67%가 한족이지만 몽골족, 위구르족, 카자흐족, 후이족, 기타 민족이 거주하고 있다.
| 민족     | 인구    | %      |
| -------- | ------- | ------ |
| 한족     | 284.915 | 67,19% |
| 위구르족 | 53.145  | 12,53% |
| 카자흐족 | 38.744  | 9,14%  |
| 몽골족   | 23.927  | 5,64%  |
| 후이족   | 19.053  | 4,49%  |
| 둥샹족   | 1.587   | 0,37%  |
| 기타     | 2.669   | 0,64%  |

## 경제
2004년 주의 총 GDP는 36억 9천만 위안으로 예년에 비해 11.9% 증가하였다. 연 수출입 총량은 5억 5400만 달러로 예년에 비해 96.8% 증가하였다. 연평균 임금은 11000위안으로 7.6% 증가하였고 농업 노동자의 연평균 순수입은 3904위안으로 10.8% 증가하였다.